# Rádfalva
Rádfalva è un comune dell'Ungheria di 208 abitanti (dati 2008) situato nella contea di Baranya, regione Transdanubio Meridionale